# Khingansk
Khingansk (russisk: Хинганск) er en bymæssig bebyggelse (russisk: Посёлок городского типа) i den Jødiske autonome oblast i det den fjernøstlige del af Rusland. Den har et indbyggertal på 837 (2023) indbyggere.
Khingansk ligger i bjergkæden Lille Khingan, ca. 15 kilometer sydvest for byen Oblutje og ca. 130 kilometer nordvest for oblastens hovedby Birobidzjan.